# 紅白プロレス合戦
紅白プロレス合戦（こうはくプロレスがっせん）は、日本のプロレスプロモーション。

## 特徴
旗揚げ当初は「新和風プロレス」をキャッチフレーズとして「NHK紅白歌合戦」宜しく選手を紅白に分けた紅白対抗戦を5試合、うち1試合は相撲ルールで行われていた。第6回以降はメインイベントのみが紅白対抗戦になって第15回以降は「楽しくそして激しいプロレス」をモットーとして紅白対抗戦を廃止。相撲ルールは第7回を最後に行われなかったが第21回と第23回で復活している。

## 歴史
- 2009年1月23日、大鷲透、ヘラクレス千賀、ツトム・オースギが設立。
- 2月25日、新木場1stRINGで旗揚げ戦を開催。
- 2014年2月5日、新宿FACE大会を最後に解散。

## 主要参戦選手
- 菅原拓也
- 大鷲透
- 高木"ジェット"省吾
- ken45゜
- 沖本摩幸
- ヘラクレス千賀
- ツトム・オースギ
- バラモン・シュウ
- バラモン・ケイ
- スパーク青木
- CHANGO

## 大会一覧
| 大会名                                                           | 日付           | 会場             | 開催地       |
| ---------------------------------------------------------------- | -------------- | ---------------- | ------------ |
| 第1回紅白プロレス合戦                                            | 2009年2月25日  | 新木場1stRING    | 東京都江東区 |
| 第2回紅白プロレス合戦                                            | 2009年4月2日   | 新木場1stRING    | 東京都江東区 |
| 第3回紅白プロレス合戦 時期キャプテン決定16人参加1DAYトーナメント | 2009年5月5日   | 新木場1stRING    | 東京都江東区 |
| 第4回紅白プロレス合戦                                            | 2009年6月3日   | 新木場1stRING    | 東京都江東区 |
| 第5回紅白プロレス合戦                                            | 2009年7月15日  | 新木場1stRING    | 東京都江東区 |
| 第6回紅白プロレス合戦                                            | 2009年8月26日  | 新木場1stRING    | 東京都江東区 |
| 第7回紅白プロレス合戦                                            | 2009年9月21日  | 新木場1stRING    | 東京都江東区 |
| 第8回紅白プロレス合戦                                            | 2009年11月18日 | 新木場1stRING    | 東京都江東区 |
| 第9回紅白プロレス合戦 年末スペシャル                             | 2009年12月28日 | 新木場1stRING    | 東京都江東区 |
| 第10回紅白プロレス合戦                                           | 2010年2月17日  | 新木場1stRING    | 東京都江東区 |
| 第11回紅白プロレス合戦                                           | 2010年4月14日  | 新木場1stRING    | 東京都江東区 |
| 第12回紅白プロレス合戦                                           | 2010年5月14日  | 新木場1stRING    | 東京都江東区 |
| 第13回紅白プロレス合戦                                           | 2010年8月13日  | 新宿FACE         | 東京都新宿区 |
| 第14回紅白プロレス合戦                                           | 2010年9月29日  | 新木場1stRING    | 東京都江東区 |
| 第15回紅白プロレス合戦                                           | 2010年12月22日 | 新木場1stRING    | 東京都江東区 |
| 第16回紅白プロレス合戦                                           | 2011年2月9日   | 新木場1stRING    | 東京都江東区 |
| 第17回紅白プロレス合戦                                           | 2011年4月20日  | 新木場1stRING    | 東京都江東区 |
| 第18回紅白プロレス合戦                                           | 2011年7月13日  | 新木場1stRING    | 東京都江東区 |
| 第19回紅白プロレス合戦                                           | 2011年9月13日  | 新木場1stRING    | 東京都江東区 |
| 第20回紅白プロレス合戦                                           | 2011年12月1日  | 新木場1stRING    | 東京都江東区 |
| 第21回紅白プロレス合戦                                           | 2012年5月23日  | 新宿FACE         | 東京都新宿区 |
| 第22回紅白プロレス合戦                                           | 2012年7月19日  | 新宿FACE         | 東京都新宿区 |
| 第23回紅白プロレス合戦                                           | 2012年10月4日  | 新宿FACE         | 東京都新宿区 |
| 第24回紅白プロレス合戦 年内最終戦スペシャル                      | 2012年11月29日 | 新宿FACE         | 東京都新宿区 |
| 第25回紅白プロレス合戦                                           | 2013年3月7日   | 新宿FACE         | 東京都新宿区 |
| 第26回紅白プロレス合戦                                           | 2013年5月23日  | 新宿FACE         | 東京都新宿区 |
| 第27回紅白プロレス合戦 5分1本勝負1DAYトーナメント                | 2013年7月10日  | 新宿FACE         | 東京都新宿区 |
| 第28回紅白プロレス合戦 大阪初進出                                | 2013年7月15日  | 東成区民センター | 大阪府大阪市 |
| 第29回紅白プロレス合戦                                           | 2013年11月6日  | 新宿FACE         | 東京都新宿区 |
| 第30回紅白プロレス合戦 ファイナル                                | 2014年2月5日   | 新宿FACE         | 東京都新宿区 |